# Grand Prix Hiszpanii 1989
Grand Prix Hiszpanii 1989 (oryg. Gran Premio Tio Pepe de España) – 14. runda Mistrzostw Świata Formuły 1 w sezonie 1989, która odbyła się 1 października 1989, po raz czwarty na torze Circuito Permanente de Jerez.
31. Grand Prix Hiszpanii, 19. zaliczane do Mistrzostw Świata Formuły 1.

## Klasyfikacja
| Legenda oznaczeń w tabelach wyników Wyświetl szablon na nowej stronie | Legenda oznaczeń w tabelach wyników Wyświetl szablon na nowej stronie                                                                     |
| Oznaczenie                                                            | Wyjaśnienie |
| --------------------------------------------------------------------- | --- |
| Złoty                                                                 | Zwycięzca lub mistrzostwo |
| Srebrny                                                               | 2. miejsce lub wicemistrzostwo |
| Brązowy                                                               | 3. miejsce lub II wicemistrzostwo |
| Zielony                                                               | Ukończył, punktował (w klasyfikacji generalnej, gdy zdobył co najmniej jeden punkt na przestrzeni sezonu, poza trzema powyższymi opcjami) |
| Niebieski                                                             | Ukończył, nie punktował (w klasyfikacji generalnej, gdy nie zdobył co najmniej jednego punktu na przestrzeni sezonu)                      |
| Czerwony                                                              | Nie zakwalifikował się (NZ) |
| Czerwony                                                              | Nie prekwalifikował się (NPK) |
| Różowy                                                                | Nie ukończył (NU) |
| Różowy                                                                | Niesklasyfikowany (NS) (w klasyfikacji generalnej, gdy nie został sklasyfikowany w żadnym wyścigu sezonu)                                 |
| Czarny                                                                | Zdyskwalifikowany (DK) |
| Czarny                                                                | Wykluczony (WYK/EX) |
| Biały                                                                 | Nie wystartował (NW) |
| Biały                                                                 | Kontuzjowany (K/INJ) |
| Biały                                                                 | Wyścig odwołany (OD/C) |
| Bez koloru                                                            | Został wycofany (WYC/WD) |
| Bez koloru                                                            | Nie przybył (NP/DNA) |
| Bez koloru                                                            | Nie brał udziału w treningach (NT/DNP) |
| Bez koloru                                                            | Nie został zgłoszony (–) |
| Pogrubienie                                                           | Start z pole position |
| Kursywa                                                               | Najszybsze okrążenie wyścigu |
| †                                                                     | Nie ukończył, ale jego rezultat został zaliczony ze względu na przejechanie więcej niż 90% dystansu wyścigu.                              |
| *                                                                     | Sezon w trakcie |
| 1/2/3                                                                 | Punktowana pozycja w sprincie kwalifikacyjnym                                                                                             |
| Lista systemów punktacji Formuły 1                                    | |

| Pos | No | Kierowca              | Konstruktor           | Okrążeń | Czas/powód NU | Poz. Start. | Punktów |
| --- | -- | --------------------- | --------------------- | ------- | ------------- | ----------- | ------- |
| 1   | 1  | Ayrton Senna          | McLaren-Honda         | 73      | 1:47:48.264   | 1           | 9       |
| 2   | 28 | Gerhard Berger        | Ferrari               | 73      | + 27.051      | 2           | 6       |
| 3   | 2  | Alain Prost           | McLaren-Honda         | 73      | + 53.788      | 3           | 4       |
| 4   | 4  | Jean Alesi            | Tyrrell-Ford          | 72      | + 1 okrążenie | 9           | 3       |
| 5   | 6  | Riccardo Patrese      | Williams-Renault      | 72      | + 1 okrążenie | 6           | 2       |
| 6   | 30 | Philippe Alliot       | Larrousse-Lamborghini | 72      | + 1 okrążenie | 5           | 1       |
| 7   | 22 | Andrea de Cesaris     | Dallara-Ford          | 72      | + 1 okrążenie | 15          |         |
| 8   | 11 | Nelson Piquet         | Lotus-Judd            | 71      | + 2 Okrążeń   | 7           |         |
| 9   | 9  | Derek Warwick         | Arrows-Ford           | 71      | + 2 Okrążeń   | 16          |         |
| 10  | 3  | Jonathan Palmer       | Tyrrell-Ford          | 71      | + 2 Okrążeń   | 13          |         |
| NU  | 10 | Eddie Cheever         | Arrows-Ford           | 61      | Silnik        | 61          |         |
| NU  | 20 | Emanuele Pirro        | Benetton-Ford         | 59      | Wypadł z toru | 10          |         |
| NU  | 21 | Alex Caffi            | Dallara-Ford          | 55      | Silnik        | 23          |         |
| NU  | 7  | Martin Brundle        | Brabham-Judd          | 51      | Wypadł z toru | 8           |         |
| NU  | 15 | Maurício Gugelmin     | March-Judd            | 47      | Kolizja       | 26          |         |
| NU  | 24 | Luis Perez-Sala       | Minardi-Ford          | 47      | Wypadł z toru | 20          |         |
| NU  | 5  | Thierry Boutsen       | Williams-Renault      | 40      | Pompa paliwa  | 21          |         |
| NU  | 26 | Olivier Grouillard    | Ligier-Ford           | 34      | Silnik        | 24          |         |
| NU  | 23 | Pierluigi Martini     | Minardi-Ford          | 27      | Wypadł z toru | 4           |         |
| NU  | 16 | Ivan Capelli          | March-Judd            | 23      | Przen. napędu | 19          |         |
| NU  | 37 | Jyrki Järvilehto      | Onyx-Ford             | 20      | Skrz. biegów  | 17          |         |
| NU  | 18 | Piercarlo Ghinzani    | Osella-Ford           | 17      | Skrz. biegów  | 25          |         |
| NU  | 19 | Alessandro Nannini    | Benetton-Ford         | 14      | Wypadł z toru | 14          |         |
| NU  | 8  | Stefano Modena        | Brabham-Judd          | 11      | Elektryka     | 12          |         |
| NU  | 17 | Nicola Larini         | Osella-Ford           | 6       | Zawieszenie   | 11          |         |
| NU  | 12 | Satoru Nakajima       | Lotus-Judd            | 0       | Kolizja       | 18          |         |
| NZ  | 25 | René Arnoux           | Ligier-Ford           |         |               |             |         |
| NZ  | 39 | Pierre-Henri Raphanel | Rial-Ford             |         |               |             |         |
| NZ  | 38 | Gregor Foitek         | Rial-Ford             |         |               |             |         |
| NPK | 40 | Gabriele Tarquini     | AGS-Ford              |         |               |             |         |
| NPK | 36 | Stefan Johansson      | Onyx-Ford             |         |               |             |         |
| NPK | 31 | Roberto Moreno        | Coloni-Ford           |         |               |             |         |
| NPK | 29 | Michele Alboreto      | Larrousse-Lamborghini |         |               |             |         |
| NPK | 35 | Aguri Suzuki          | Zakspeed-Yamaha       |         |               |             |         |
| NPK | 41 | Yannick Dalmas        | AGS-Ford              |         |               |             |         |
| NPK | 34 | Bernd Schneider       | Zakspeed-Yamaha       |         |               |             |         |
| NPK | 33 | Oscar Larrauri        | Euro Brun-Judd        |         |               |             |         |
| NPK | 32 | Enrico Bertaggia      | Coloni-Ford           |         |               |             |         |